# 組紐屋の竜
組紐屋の竜（くみひもやのりゅう）は、テレビ時代劇「必殺シリーズ」に登場する架空の人物で、京本政樹が演じた。シリーズ初登場は『必殺仕事人V』の序章であるスペシャル『必殺仕事人意外伝 主水、第七騎兵隊と闘う 大利根ウエスタン月夜』。

## キャラクター
表の姿は日本橋に店を構える組紐職人であるが、裏では派手な衣装に身を包み、闇の仕事を行う異色の仕事人。組紐を投げて相手の首に絡め、宙吊りにする殺し技を得意とする。色白で線の細い女性的な外見とは裏腹に腕力はかなり強く、天井板や屋根瓦を突き破って相手を吊り上げたり、両手で一本ずつ組紐を投げ、2人同時に吊って仕留めるという荒技も度々披露している。ただし、相手との力勝負で勝てないことや、時には力負けする場面も見られた。
初登場時は花屋の政（村上弘明）とコンビを組んで、裏の仕事を請け負っていたようで「お前たちと組むのは、これっきりだ」と中村主水（藤田まこと）、加代（鮎川いずみ）、西順之助（ひかる一平）、おりく（山田五十鈴）たちと組むつもりは無かったようであった。特に役人の主水を警戒していたが、後述の自身を抜け忍と見抜きつつ、助勢してくれたことで徐々に信頼するようになる。
基本的に口数が少なく謎めいた人物であるが、普段の無口でクールな顔の裏で、若さ故に時折、熱くなる一面が見られることもある。女性に対してもストイックで、岡場所に行っても（依頼人の遊女に頼みの筋を聞く偵察が目的とはいうものの）女を抱かずに帰って来る始末である。
『必殺仕事人V』第12話「組紐屋の竜、忍者と闘う」で、元々は伊賀流の九十九一族に属していた抜け忍であることが判明した。組紐といえば伊賀の名産というところから、この設定になっている。この回で正体が判明する前にも一度、裏の仕事の際に屋根の上へ身軽に飛ぶ場面がある。そのスキルを生かして、殺しの的の偵察を行うことも多い。
抜け忍になる前に、同じ九十九一族のくのいち 初音（野平ゆき）と恋仲で、契りを交わしていた。一生、日陰暮らしの忍びで終わりたくないという竜の考えは彼女に理解してもらえず、さらにはそれを公言した場面を他の忍者たちに見られ、粛清されそうになったところを竜は里から一人で逃亡。初音は一族の刺客として、竜の前に現れるが、まだ想いは断ち切れていなかったために、最後は竜を庇って死亡するという悲劇的な結末を迎えてしまう。美貌ゆえに登場する女性から惚れられることが多かったが、初音以外と関係を持つことはなかった。
夜鷹に惚れられた際、彼女が実は自身が葬った「金貸屋の六兵衛」の娘であると知った際には自分の責任だと悩み、詫びの意味を込めて晴着を贈ろうとしたが、夜鷹は狙われていた竜を庇って殺される。脚を負傷していた竜は、彼女の仇を討つために自身が依頼人となった。
『必殺仕事人V』では赤と黒と金の派手な着物で、『激闘編』の初期は黒地に銀ラメの入った着物に下ろし髪を束ねたスタイルであったが、後半は作品自体がリアルで、ハードボイルド路線であったこともあり、旅姿のままの仕事などが多くなり、衣装も地味な物に変わった。
相方の政とは仲は悪くはないが、一時は誤解から同士打ちになりそうになったところを主水から仲裁されたこともある（『激闘編』）。
退場作となった映画『必殺! III 裏か表か』では悪の金融集団の頭目 真砂屋徳次の本拠地付近に潜伏する中で、主水たちと合流できずに一派に見つかり犠牲となってしまった、はぐれ仕事人の参（笑福亭鶴瓶）への償いとその敵討ちを胸に、真砂屋一味への突破口を開こうと単身で、囮となって乗り込む。主水たちを真砂屋の元へ行かせようと奮闘するが、多勢に圧倒され倒れこみ、そのまま画面から姿を消す。
京本は自身のサイトで、撮影当初の台本の一部（本編における未公開シーン）で「”決闘の後日、雨の中で、竜の死骸を加代が呆然と見つめる”というシーンがあった」と語っている。一方、山内プロデューサーは同作のパンフレットにおいて、テレビとは別次元の世界であると語っているため、テレビシリーズとは異なる形での退場をしたことになる。
竜は演じた京本にとっても最も思い入れの強い役であるようで、2004年の写真集『必殺The bi-kenshi』では、19年振りに竜を演じた。この写真集では竜の背中に傷が残っていることで「裏か表か」では絶命していなかった可能性が示唆されており、京本は「竜が生きていた場合を仮定して撮った」と語っている。
必殺シリーズの舞台公演では『納涼必殺まつり』で初登場。三味線屋の勇次（中条きよし）、飾り職人の秀（三田村邦彦）の路線を受け継ぎ、花屋（鍛冶屋）の政とのコンビで、若いファン層に受け入れられ、1980年代後半、第二次必殺ブームを生み出した。テレビ シリーズには2作品にしか登場していないにもかかわらず、必殺シリーズ後期にあたる『必殺仕事人』シリーズを代表するキャラクターの一人となり、コミック・バラエティー番組などで、パロディーとして使われることも多い。

## 余談
『必殺仕事人V・激闘編』の前夜祭として特番が放映され、主要出演者の『夢の必殺』が紹介された。竜は宇宙空間で殺しを行うという設定で、京本は「宇宙戦士 竜」と絶賛していた。
京本が必殺シリーズを降板した後、バラエティ番組『上海紅鯨団が行く』内に「京本政樹先生の必殺」というコーナーが作られ、京本が仕事（出演者への仕置）を行うために各視聴者の民家に訪れた。得物は組紐ではなく、刀であった。
2008年放送の『あんみつ姫』で京本が演じた、金つばのリュウは竜のパロディーとなっており、追っ手をまくシーンでは、先端に鈴が付いた紐を投げ柱に巻き付けて転ばせている。また、勇次役の中条演じる腹黒伊蔵との戦いでは伊蔵から「まさか、こんな所で出会うとはな…」と声を掛けられ「皮肉なもんだな…」と返す、必殺シリーズ出演者である両者ならではの声の掛け合いも見られ、伊蔵の手下から「お二人は同じ職場?」と疑問に思われていた。
2012年、CRぱちんこ必殺仕事人IV 桜花乱舞の試写会で、京本が竜の姿で登場。組紐を投げた映像と合わせ、次長課長の河本準一を絞め上げた。
2019年、漫画『必殺仕置長屋 一筆啓上編』に、竜の弟で同様に組紐を使う仕置人の竜二が登場した。その際、竜二の口から竜の最期が語られているため、同作においては竜は故人であることが分かるが、竜二も人づてに聞いたのみで詳細は不明。

## 登場作品

### TVシリーズ
- 必殺仕事人意外伝 主水、第七騎兵隊と闘う 大利根ウエスタン月夜（1985年正月スペシャル、Vの序章）
- 必殺仕事人V（1985年）
- 必殺仕事人V・激闘編（1985年 - 1986年）

### 劇場版
- 必殺!II「ブラウン館の怪物たち」（1985年）
- 必殺!III「裏か表か」（1986年）

### 舞台
- 新必殺まつり「新必殺仕事人〜からくり猫屋敷〜」（1984年、京都南座）
- 納涼必殺まつり「新必殺仕事人〜琉球蛇皮線恨み節〜」（1985年、京都南座）

### パチンコ機
- CR必殺仕事人激闘編（2003年）
- CRぱちんこ必殺仕事人III（2007年）
- CRぱちんこ必殺仕事人III桜バージョン（2008年）
- CRぱちんこ必殺仕事人III祭バージョン（2009年）
- CRぱちんこ必殺仕事人III竜バージョン（2010年）
- CRぱちんこ必殺仕事人IV（2011年）[5][6]
- CRぱちんこ必殺仕事人V（2017年）

いずれも京楽産業.から発売。